# Ramaz Urushadze
Ramaz P'eruzis Dze Urushadze (in georgiano რამაზ პერუზის ძე ურუშაძე?, in russo Рамаз Павлович Урушадзе?, Ramaz Pavlovič Urušadze; Tbilisi, 17 luglio 1939 – 7 marzo 2012) è stato un calciatore sovietico, di ruolo portiere.